# The Sad Sun
The Sad Sun war eine von 2003 bis 2009 aktive Funeral-Doom-Band. 

## Geschichte
E. M. Hearst, von Torture Wheel und Wraith of the Ropes, und Stijn van Cauter, von Until Death Overtakes Me und Wijlen Wij, gründeten 2003 das gemeinsame Projekt The Sad Sun. Bis zum Jahr 2009 erschienen von The Sad Sun zwei Split-Veröffentlichungen und ein kompilierendes Demo. Über Catacomb Music erschien 2004 die Split-MC Church of the Flagellation mit Stabat Mater, Bunkur und Malasangre. Dem folgten 2008 das über Nulll Records veröffentlichte Infra Sub Ultra mit weiteren Beiträgen von Cold Aeon und The Ethereal und eine über Satanarsa Records veröffentlichte CD die die Titel beider Split-Veröffentlichungen der Gruppe enthielt. The Sad Sun spielte lediglich die beiden Stücke Seas that Swallowed the Night und Parallel Seas ein. Nachkommend ging The Sad Sun in der experimentelleren Gruppe The NULLL Collective auf, und das „potenziell interessante Abenteuer des Duos […] endete 2009 mit dem gleichnamigen Demo, das leider überflüssig war, da es die beiden zuvor veröffentlichten Stücke enthielt.“ Dem verhältnismäßig kleinen Schaffens wurde eine hohe Bedeutung und Qualität zugesprochen. Die Beiträge des Duos wurden zu beiden Split-Veröffentlichungen als jeweils beste Stücke benannt.

## Stil
Die von The Sad Sun gespielte Musik wird als „kompromissloser und bedrückender Funeral Doom,“ kategorisiert. Es sei „kranker, langsamer und leicht tribaler Funeral Doom, der mehr als nur an der Oberfläche düster“ erscheine. Zum Vergleich wird auf die Genre-Interpreten Worship und Tyranny verwiesen. Doch wirke The Sad Sun „gruseliger und majestätischer“ als diese Vergleichsgrößen.
Aus der Kombination der typischen musikalischen Spielweisen beider Musiker bei The Ethereal, Torture Wheel und Until Death Overtakes Me spiele The Sad Sun einen „kompromisslosen, erdrückenden und düsteren Funeral Doom“, mit verzerrten Schreien und zerreißenden Leadgitarrenspuren, während die darunterliegende Musik besonders schwer und massiv erscheint.

## Diskografie
- 2004: Church of the Flagellation (Split-Album mit Stabat Mater, Bunkur und Malasangre, Catacomb Music)
- 2008: Infra Sub Ultra (Split-Album mit Cold Aeon und The Ethereal, Nulll Records)
- 2009: The Sad Sun (Demo, Satanarsa Records)